# Кокебель
Кокебе́ль (каз. Көкебел) — село у складі Казигуртського району Туркестанської області Казахстану. Адміністративний центр сільського округу Сабира Рахімова.
У радянські часи село називалось Кокбель.
Населення — 2011 осіб (2021; 1775 у 2009, 1564 у 1999, 1120 у 1989).